# Camponotus sanctaefidei
Camponotus sanctaefidei är en myrart som beskrevs av Dalla Torre 1892. Camponotus sanctaefidei ingår i släktet hästmyror, och familjen myror.

## Underarter
Arten delas in i följande underarter:
- C. s. convexinodis
- C. s. coronatus
- C. s. hondurianus
- C. s. leonhardi
- C. s. sanctaefidei
- C. s. weberi

## Bildgalleri

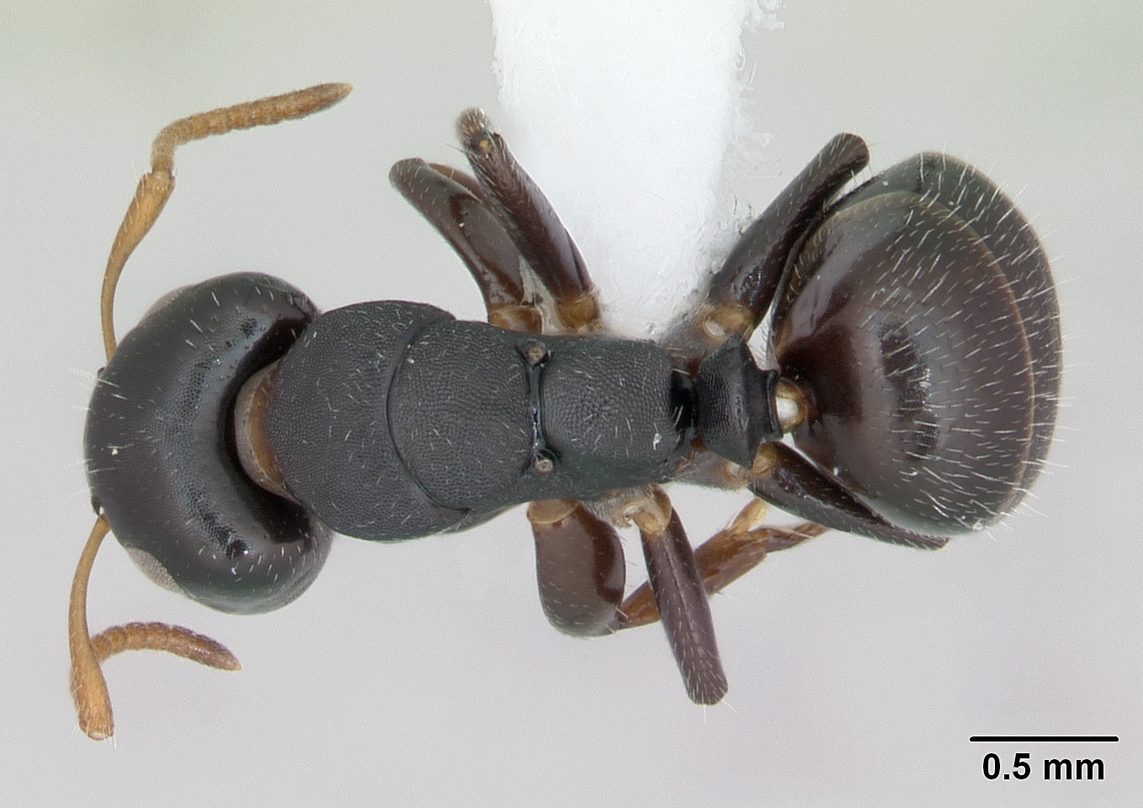
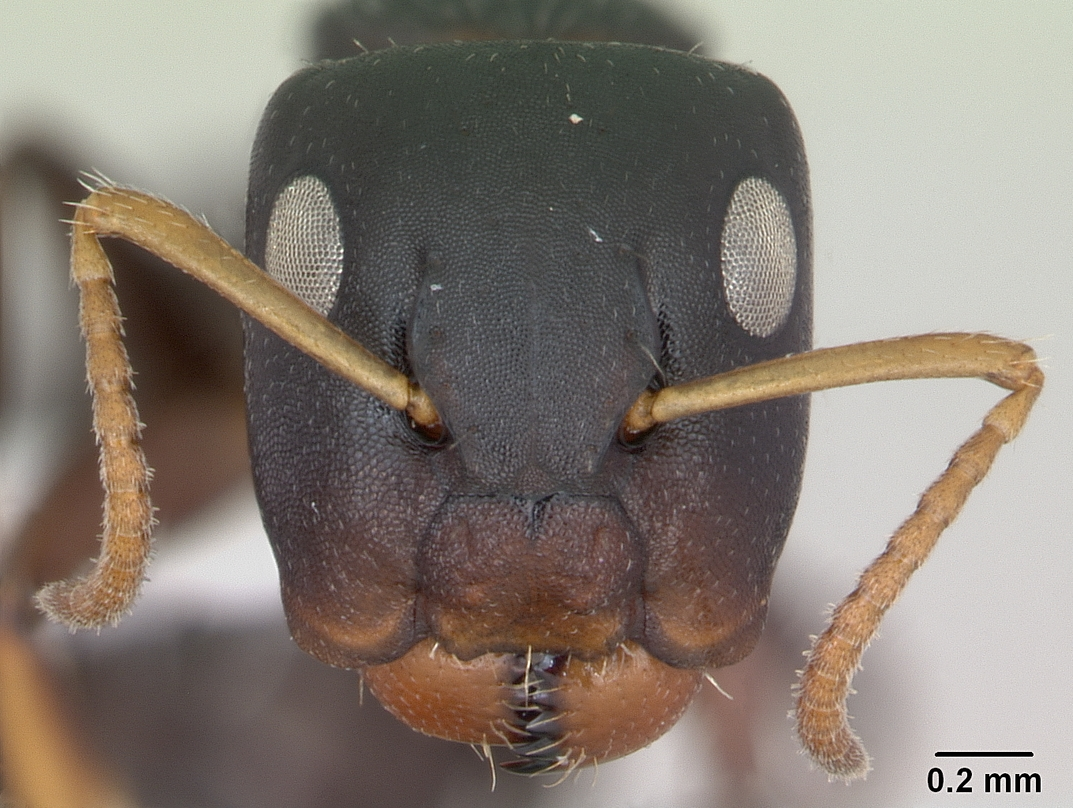
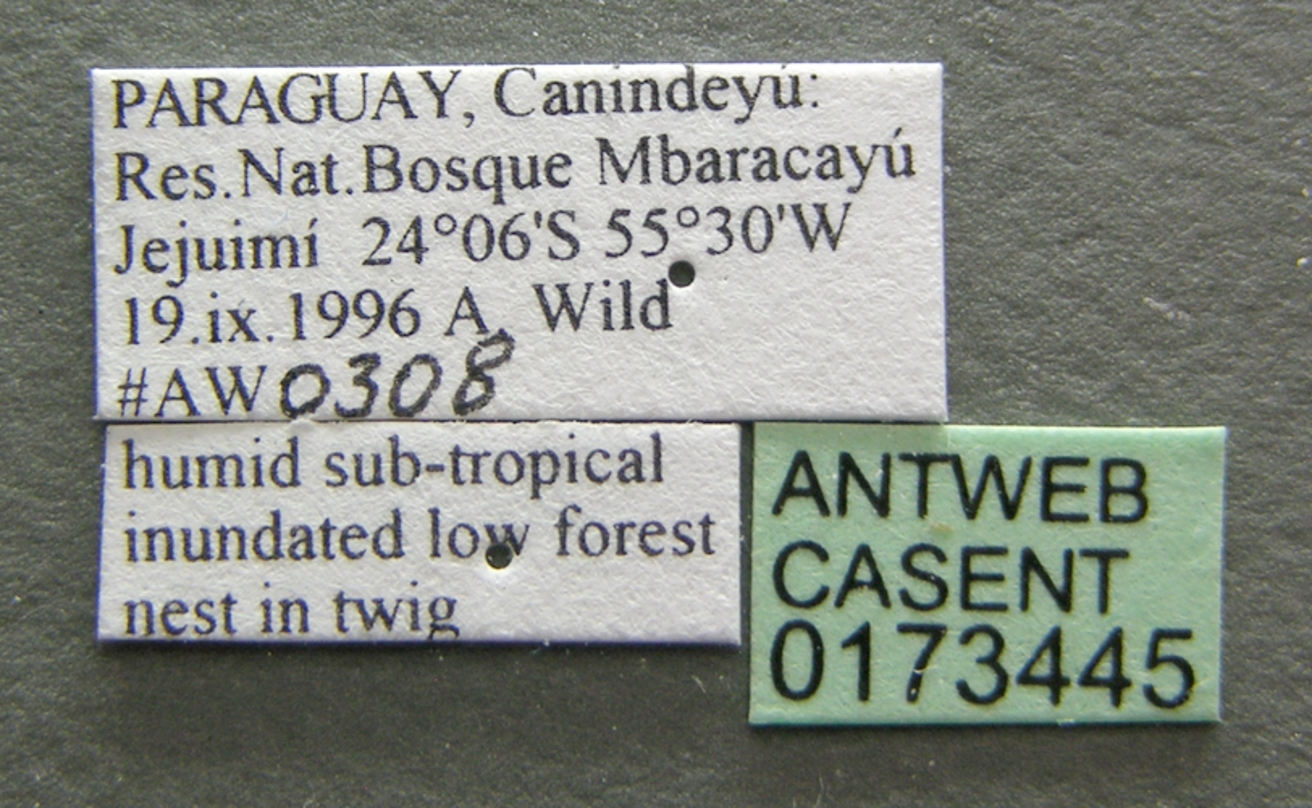
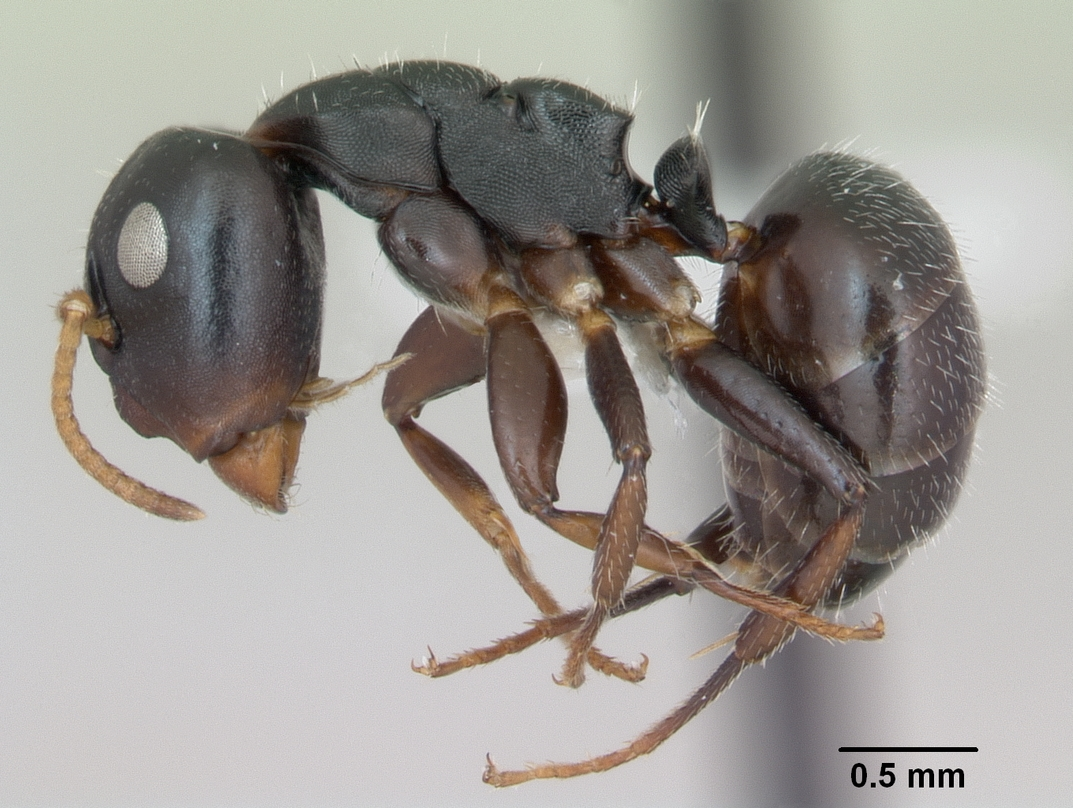
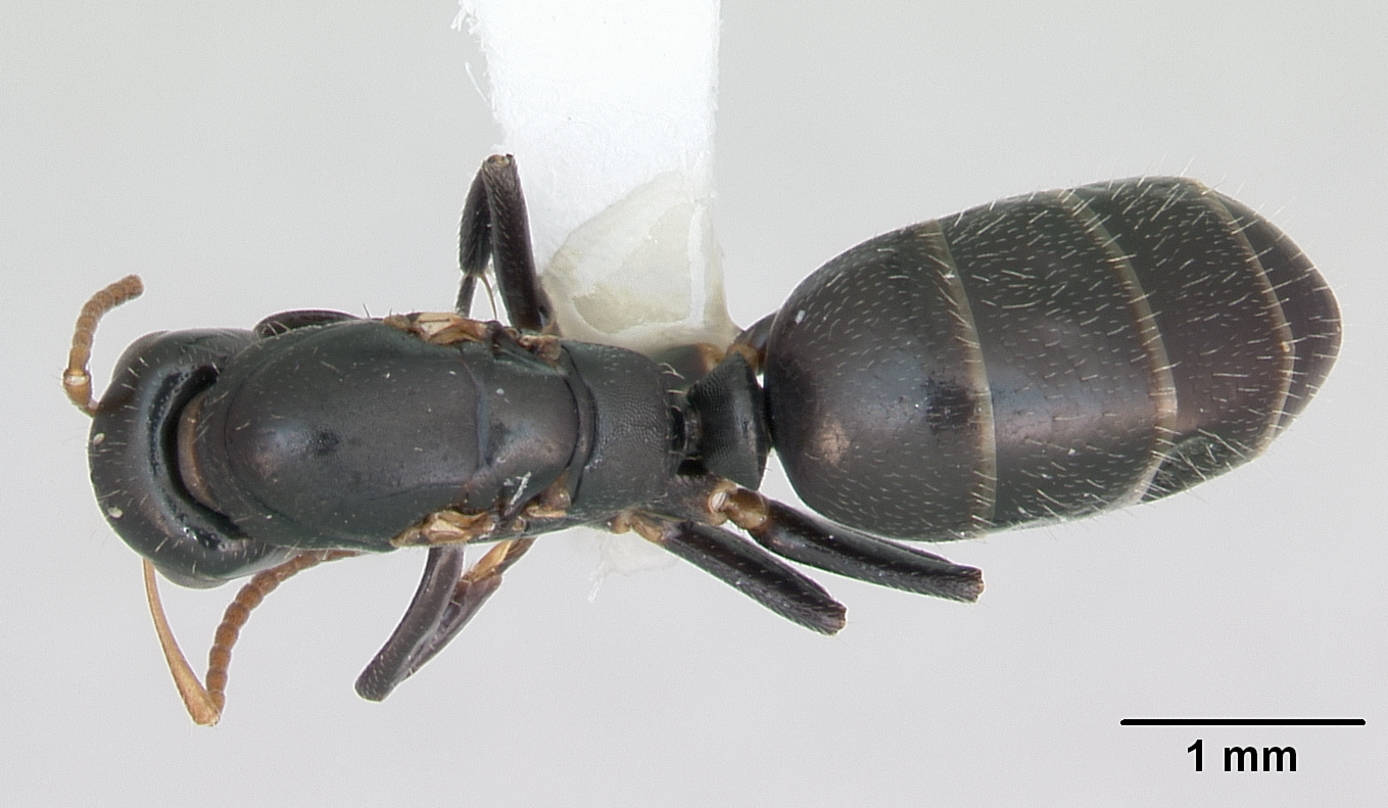
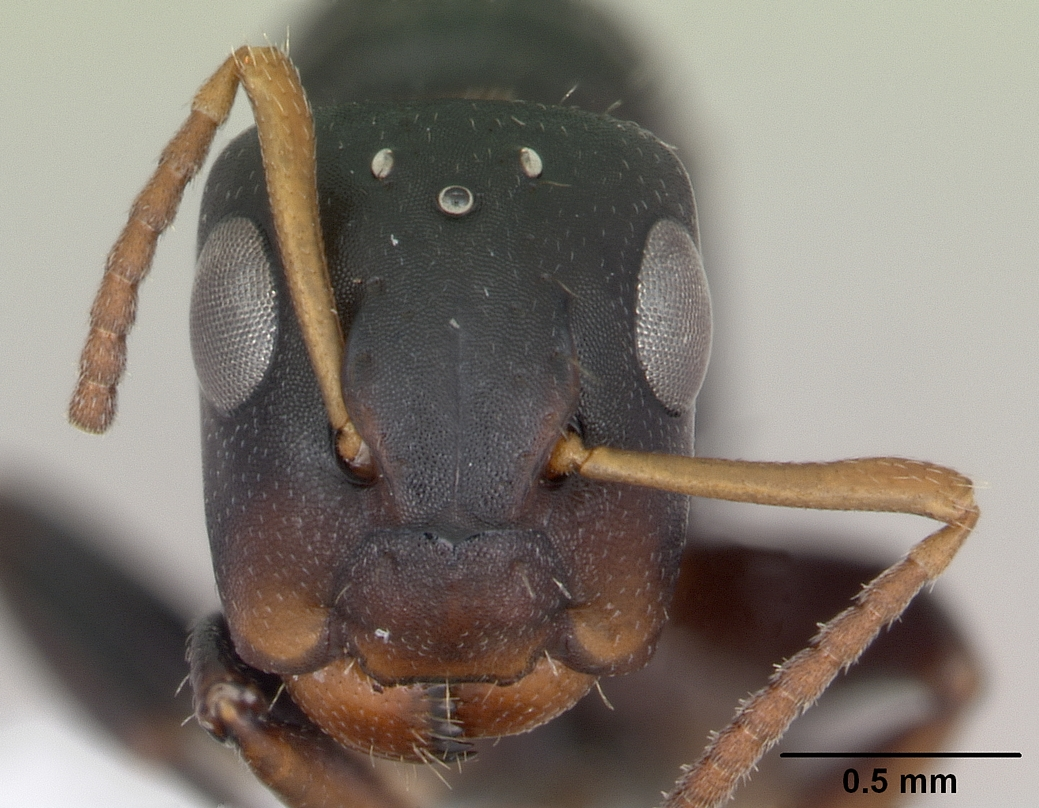